# Ventnor
Ventnor (engelskt uttal: [ˈvɛntnər]) är en småstad och civil parish på ön Isle of Wight i södra England. Staden ligger på öns sydöstra kust, cirka 13,5 kilometer sydost om Newport. Tätorten (built-up area) hade 5 567 invånare vid folkräkningen år 2021.